# Lại Nghệ
Lại Nghệ (tiếng Trung:賴 艺; sinh ngày 29 tháng 11 năm 1990), là một diễn viên Trung Quốc. anh tham gia bộ phim Phù Dao Hoàng Hậu vai Tông Việt đóng chung với Dương Mịch.

## Nghề nghiệp
Năm 2015, Lai ra mắt với vai diễn trong bộ phim truyền hình hành động giả tưởng Armor Hero .  Cùng năm, anh xuất hiện trên màn ảnh rộng trong bộ phim kinh dị tội phạm The Witness vào vai một cảnh sát tân binh. 
Năm 2017, Lai được khán giả biết đến sau khi đóng vai chính trong bộ phim tình cảm xianxia Eternal Love với vai Die Feng.  Cùng năm đó, anh đóng vai chính đầu tiên trong loạt web tình cảm thanh xuân Hi Flower . 
Năm 2018, Lai đóng vai chính trong bộ phim truyền hình Wuxia The Flame's Daughter, đóng vai phản diện Ám Dạ La. Cùng năm, anh đóng vai chính trong bộ phim truyền hình giả tưởng Legend of Fuyao. Vai diễn bác sĩ y học bí ẩn và lạnh lùng Tông Việt của Lai đã nhận được nhiều sự yêu thích của khán giả, và khiến nam diễn viên ngày càng nổi tiếng. 
Năm 2019, Lai đóng vai chính trong bộ phim thể thao điện tử The King's Avatar với vai Bao Vinh Hưng. Cùng năm, anh được chọn vào vai nam chính trong bộ phim lãng mạn lịch sử Jiu Liu Overlord . 

## Danh sách phim

### Phim ảnh
| Năm  | Tiêu đề tiếng anh          | Tiêu đề tiếng Trung | Vai trò       | Ghi chú |
| ---- | -------------------------- | ------------------- | ------------- | ------- |
| 2015 | Nhân chứng                 | 我是证人            | Jing Kuang    |         |
| 2016 | Khải Giáp Dũng Sĩ Bổ Vương | 铠甲勇士捕王        | Nangong Xinyi |         |

### Phim truyền hình
| Năm  | Tiêu đề tiếng anh                   | Tiêu đề tiếng Trung | Vai trò                    | Ghi chú   |
| ---- | ----------------------------------- | ------------------- | -------------------------- | --------- |
| 2015 | Khải Giáp Dũng Sĩ Bổ Tướng          | 铠甲勇士捕将        | Nangong Xinyi              |           |
| 2017 | Tam sinh tam thế thập lý đào hoa    | 三生三世十里桃花    | Điệp Phong                 | Vai phụ   |
| 2017 | Chào em Như Hoa                     | 囧女翻身之嗨如花    | Văn Sở                     |           |
| 2018 | Người đàm phán                      | 谈判官              | Tạ Hiểu Thiên              |           |
| 2018 | Liệt Hỏa Như Ca                     | 烈火如歌            | Ám Dạ La                   |           |
| 2018 | Phù Dao Hoàng Hậu                   | 扶摇                | Tông Việt / Hiên Viên Việt | Vai phụ   |
| 2019 | Toàn chức cao thủ                   | 全职高手            | Bao Vinh Hưng              |           |
| 2020 | Cửu Lưu bá chủ                      | 九流霸主            | Lý Thanh Lưu               | Vai chính |
| 2021 | Thiên Cổ Quyết Trần                 | 千古玦尘            | Cổ Quân                    |           |
| TBA  | Hảo Hảo Thuyết Thoại                | 好好说话            | La Tu                      |           |
| TBA  | Tình yêu trong ngọn lửa chiến tranh | 良辰好景知几何      | Mạc Vĩ Nghị                |           |